# Konopie indyjskie

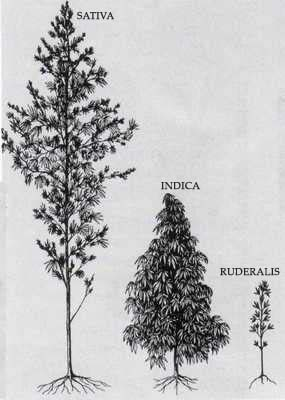
Porównanie wzrostów gatunków konopi

Konopie indyjskie (Cannabis indica Lam.) – gatunek rośliny z rodziny konopiowatych (Cannabaceae Endl.). Pierwotnie występował w okolicach gór Hindukusz.
Rośliny tego gatunku są niższe od roślin gatunku konopie siewne C. sativa, są bardziej rozgałęzione i rozłożyste.

## Zastosowanie
Gatunek znajduje zastosowanie jako lek (zmniejsza bóle podczas przewlekłych chorób) lub używka czy narkotyk (marihuana), z powodu występowania zwiększonej ilości THC w porównaniu z innymi gatunkami konopi.